# Mallophora papaveroi
Mallophora papaveroi là một loài ruồi trong họ Asilidae. Mallophora papaveroi được Artigas & Angulo miêu tả năm 1980. Loài này phân bố ở vùng Tân nhiệt đới.